# Monocerotesa radiata
Monocerotesa radiata là một loài bướm đêm trong họ Geometridae.